# Comisión de Consolidación de la Paz de las Naciones Unidas
La Asamblea General de la ONU y el Consejo de Seguridad decidieron en diciembre de 2005 establecer una Comisión de Consolidación de la Paz en calidad de órgano asesor intergubernamental.
Éste tiene como objeto atender las necesidades especiales de los países que salen de situaciones de conflicto con miras a su recuperación, reintegración y reconstrucción, y ayudarlos a establecer las bases de un desarrollo sostenible.
La creación de la Comisión forma parte de las reformas sugeridas por el Secretario General de la ONU, propuesta que fue recogida a través de un mandato de la Cumbre Mundial de Naciones Unidas, celebrada en septiembre de 2005. Hasta ese momento, el Sistema carecía de una entidad para dar coherencia a los esfuerzos de reconstrucción y para asegurar que éstos se sostuvieran a largo plazo.
Entre sus funciones destacan:
- Agrupar a todos los agentes interesados para reunir recursos, tales como los donantes e instituciones finanmbjj, cieras internacionales, los gobiernos nacionales y los países que aportan contingentes;
- Canalizar los recursos asignados para la solución de un problema
- Proponer estrategias integradas en materia de consolidación de la paz y recuperación después de los conflictos y, cuando proceda, poner de manifiesto cualesquiera deficiencias que amenacen con socavar la paz.
- La resolución que crea este nuevo órgano señala que esta deberá actuar en estrecha colaboración con las autoridades nacionales del país afectado, cuando ello sea posible, así como consultar a organizaciones regionales y subregionales.

Se contempla una revisión dentro de cinco años, para evaluar el éxito de este órgano asesor que, se espera, potencie la capacidad operativa de Naciones Unidas.
En las resoluciones simultáneas por las que la Asamblea General y el Consejo de Seguridad establecieron la Comisión de Consolidación de la Paz, también se dispone el establecimiento de un Fondo para la Consolidación de la Paz y una Oficina de Apoyo para la Consolidación de la Paz, que en conjunto constituyen la estructura de las Naciones Unidas para la consolidación de la paz.

## El Comité de Organización
En cuanto a su composición, conformarán su “Comité de Organización” 31 Estados: Siete miembros del Consejo de Seguridad; Siete del Consejo Económico y Social (ECOSOC); Siete elegidos por la Asamblea General que tengan experiencia en la recuperación postconflicto; Cinco principales contribuyentes financieros; Cinco de los principales contribuyentes de personal militar y policía civil. 
En las dos últimas categorías, fueron seleccionados por y entre los diez primeros contribuyentes de ambas listas. Sus miembros cumplirán funciones por un período de dos años, renovables (cuando proceda).
El Secretario General y el Consejo de Seguridad podrán requerir la asesoría del Comité de Organización. Por su parte, la Asamblea General o el ECOSOC podrán solicitarlo, excepcionalmente, cuando el Consejo de Seguridad no esté ocupándose del caso, de conformidad con el artículo 12 de la Carta. Cualquier Estado Miembro podrá pedir, también en casos excepcionales, la asesoría del Comité, si una situación de conflicto no está en la orden del día del Consejo de Seguridad.

## Las reuniones dedicadas a países específicos
En la Comisión, se contempla llevar a cabo reuniones específicas por países. 
En éstas participarán además de sus miembros: El país objeto de trabajo de esta entidad; Países y organismos de la región involucrados en el proceso postconflicto y otros países comprometidos en la ayuda y en el diálogo político; El principal representante de la ONU en la zona, además de otros representantes del Sistema; Las instituciones financieras regionales e internacionales de importancia. Será invitado un Representante del Secretario General y representantes del Banco Mundial y del Fondo Monetario Internacional. Éste es un elemento central en los procesos de rehabilitación.